# Formigueiro-chumbo
Formigueiro-plúmbeo ou formigueiro-chumbo (Myrmelastes hyperythrus) é uma espécie de ave da família Thamnophilidae.
Pode ser encontrada nos seguintes países: Bolívia, Brasil, Colômbia, Equador e Peru.
Os seus habitats naturais são: pântanos subtropicais ou tropicais.